# Chaitophorus populeti
Chaitophorus populeti är en insektsart som först beskrevs av Georg Wolfgang Franz Panzer 1804. Enligt Catalogue of Life ingår Chaitophorus populeti i släktet Chaitophorus och familjen långrörsbladlöss, men enligt Dyntaxa är tillhörigheten istället släktet Chaitophorus och familjen borstbladlöss. Arten är reproducerande i Sverige.

## Underarter
Arten delas in i följande underarter:
- C. p. populeti
- C. p. sensoriatus